# احتجاجات على سياسات كوفيد-19 في ألمانيا
منذ أبريل عام 2020، عندما قضت المحكمة الدستورية الألمانية بأن الإغلاق الحكومي المفروض في مارس لمواجهة جائحة كوفيد-19 (فيروس كورونا) لم يسمح بحظر شامل للتجمعات، نُظمت عدة احتجاجات في ألمانيا ضد الإغلاق وغيره من الأنظمة المكافحة للوفاء. جذبت الاحتجاجات مزيجًا من الأشخاص من خلفيات متنوعة، بما في ذلك مؤيدي الأفكار الشعبوية الذين شعروا أنهم مدعوون للدفاع ضد حكومة مركزية متعجرفة بمنظورهم؛ وأنصار نظريات المؤامرة المختلفة؛ وبعض الجماعات اليمينية المتطرفة. شكل مناهضو اللقاح بشكل عام جزءًا كبيرًا من المتظاهرين. كان لبعض المتظاهرين آراء سلبية تجاه وسائل الإعلام العامة، إذ اعتقدوا أنها تنقل الأخبار بطريقة غير عادلة؛ وتعرض الصحفيون الذين يغطون المسيرات للمضايقات والاعتداءات الجسدية. كانت مثل هذه الهجمات السبب الرئيسي لتراجع ألمانيا من المركز الحادي عشر إلى المركز الثالث عشر في مؤشر حرية الصحافة التابع لمنظمة مراسلون بلا حدود، وفقًا لتقرير نُشر في 20 أبريل عام 2021.
منذ منتصف عام 2020 تقريبًا، كان المنظم الرئيسي للاحتجاجات هو مجموعة تسمى كويردينكن («التفكير الجانبي»)، التي كان مقرها الأولي مدينة شتوتغارت ولكنها سرعان ما بدأت في تنظيم التجمعات في برلين ومدن أخرى. في الإغلاق الثاني الذي بدأ في نوفمبر عام 2020، ومع تضمن الاحتجاجات في بعض الأحيان أعمال عنف، اعتبر المراقبون أنه من الممكن أن تكون جماعات نظريات المؤامرة الراديكالية والجماعات اليمينية المتطرفة تزيد من نفوذهم في الحركة. في العديد من القضايا، ألغت المحاكم العليا قرارات السلطات المحلية بحظر المظاهرات، لكن تم تأييد حظر المظاهرة المخطط لها في 5 ديسمبر في مدينة بريمن الشمالية، كما حدث في مظاهرتين كان من المقرر عقدهما في 12 ديسمبر في فرانكفورت ودرسدن. بدأ المكتب الاتحادي لحماية الدستور بمراقبة أجزاء من حركة كويردينكن في جميع أنحاء البلاد في أبريل عام 2021، وشملها ضمن فئة تشكلت حديثًا للتشكيك في شرعية الدولة.
كثيرًا ما كانت الاحتجاجات مترافقة باحتجاجات مضادة، ما أدى إلى توتر الأوضاع إذ حاولت الشرطة الفصل بين الجماعات. انتُقدت الشرطة بسبب إستراتيجيتها لخفض التصعيد التي سمحت بانتهاك اللوائح الخاصة بالوباء، ولإجراءاتها ضد المتظاهرين التابعين للاحتجاجات المضادة. لاحظ بعض المراقبين أن الشرطة واجهت صعوبات في وضع استراتيجيات احتواء بسبب المزيج غير المعتاد من المتظاهرين، والذي شمل عائلات مع أطفال ومتقاعدين.

## خلفية
اعتبارًا من 22 مارس عام 2020، بدأت ألمانيا أول حالة إغلاق من أجل السيطرة على جائحة كوفيد-19. تم تمديد الفترة في النهاية، مع بعض الاختلافات بين الولايات الفيدرالية، حتى يونيو عام 2020. في البداية، تضمنت لوائح الإغلاق، بالإضافة إلى شرط التباعد الجسدي البالغ 1.5 متر في الأماكن العامة –مع إضافة شرط ارتداء غطاء للأنف والفم في المتاجر وفي وسائل النقل العام في أواخر أبريل– أيضًا حظرًا على المطاعم لتقديم الطعام في المنزل؛ وطُلب من مقدمي الخدمات مثل أماكن تصفيف الشعر ومستحضرات التجميل والتدليك والوشوم، الإغلاق.

## الاحتجاجات

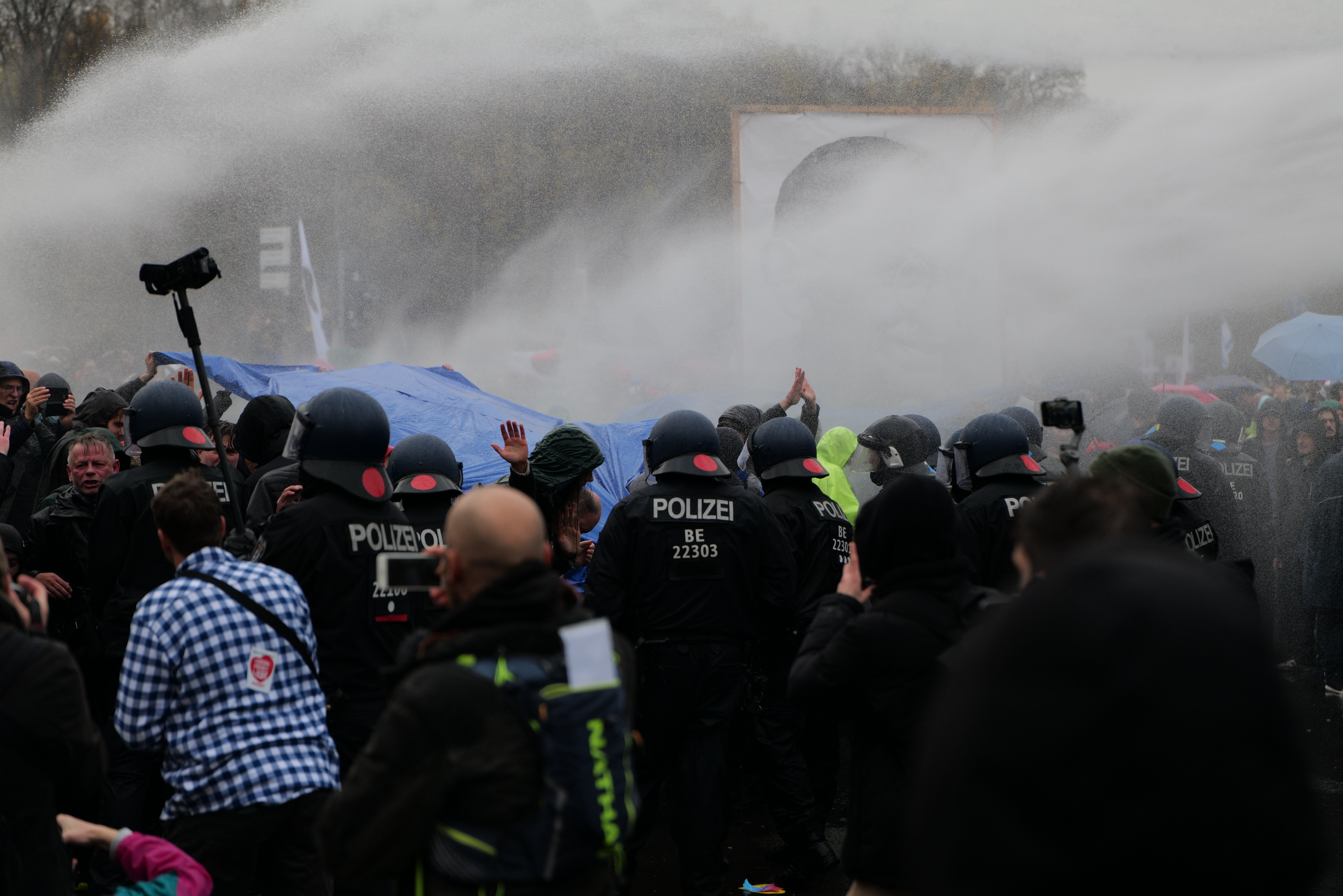
مظاهرة مؤيدي نظرية المؤامرة في برلين 2020

قائمة الاحتجاجات أدناه ليست شاملة. حدثت احتجاجات أصغر في عدة مدن أخرى.

### أبريل/مايو 2020

#### برلين
في احتجاج 25 أبريل، تجمع 1000 متظاهر في مسرح ڤولكسبوهن. وكان أحد الشعارات التي رددها المحتجون: «نريد استعادة حياتنا». كُتب على اللافتات الاحتجاجية: «حماية الحقوق الدستورية»، «الحرية ليست كل شيء، لكن بدون الحرية، كل شيء يصبح لا شيء»، «أبي، ما هي القبلة؟». انتهك قسم من المتظاهرين متطلبات التباعد الجسدي. وقال متحدث باسم الشرطة إنها اعتقلت 100 شخص «خلال فترة انتشار فيروس كورونا ووفقًا لأنظمة الاحتواء، نحن ملزمون بمنع التجمعات». وزع المتظاهرون صحيفة شككوا فيها في الحاجة إلى إجراءات الإغلاق وزعموا أن فيروس كورونا هو محاولة للاستيلاء على السلطة من خلال نشر الخوف، اقتبست هذه الصحيفة عن 127 طبيبًا شككوا في الحاجة إلى عمليات إغلاق صارمة.

#### شتوتغارت
في 25 أبريل أيضًا، نظمت مجموعة كويردينكن 711 احتجاجًا في شتوتغارت، وشارك فيه ما بين 350-500 شخص. في البداية، حُظر هذا التجمع، ولم يكن ممكنًا أن يستمر إلا بعد موافقة المحكمة الدستورية الفيدرالية. تعتبر مجموعة كويردينكن 711 أن قيود فيروس كورونا الألمانية غير مناسبة، وطالبت منذ مايو في بيانها بإلغاء جميع الإجراءات التي اعتبروها مخالفة للدستور الألماني من قبل تدابير كورونا الألمانية.
خلال شهر مايو، كان عدد المشاركين في احتجاجات كويردينكن الأسبوعية في شتوتغارت بالآلاف، لكنها شهدت انخفاضًا حادًا في نهاية الشهر. انخفض أيضًا حجم التظاهرات في برلين ومدن أخرى بشكل كبير.

#### مدن أخرى
شملت مسيرة في ميونيخ في 9 مايو أكثر من 3000 متظاهر طالبوا برفع القيود المتعلقة بفيروس كورونا. رغم أن العديد من المشاركين لم يلتزموا بتعليمات الشرطة بالإبقاء على شرط التباعد الجسدي، امتنعت الشرطة عن تفريق المتظاهرين «على أساس التناسبية»، إذ لم يكن هناك عنف. انضم آلاف آخرون إلى الاحتجاجات في شتوتغارت ومدن ألمانية أخرى.

### 1 أغسطس، برلين
يوم السبت، 1 أغسطس، نظمت مجموعة كويردينكن 711 مظاهرة في العاصمة برلين. قال منظم التجمعات للحشد أن يحافظوا على بعض التباعد الجسدي حتى لا يمنحوا السلطات «حجة» لتفريق الحدث، لكن الشرطة ذكرت أن معظم المتظاهرين لم يلتزموا بقواعد التباعد الاجتماعي.
ذكرت الشرطة في البداية أنه كان هناك 20 ألف متظاهر. سبب هذا الرقم فتنة، وقدر المنظمون أنه ربما كان هناك 800 ألف شخص أو أكثر. استُهجن هذا الرقم من قبل مدققي الحقائق في وسائل الإعلام باعتباره غير محتمل. أعادت الشرطة لاحقًا النظر في عدها، وفي يوم الجمعة، 28 أغسطس، أُبلغ أن عدد المتظاهرين وصل إلى 30 ألف متظاهر.